# Génesis (historieta)
Génesis es una colección de cuatro tomos publicados en 1997 que relatan una historia ficticia situada en el Universo DC donde los héroes tienen que reunir fuerzas para evitar la destrucción de la fuente en manos de Darkseid.Fue escrita por John Byrne y dibujada por Ron Wagner.

## Sinopsis

### GénesisN.º 1
Los héroes de la Tierra empiezan a sufrir los efectos iniciales de una energía enigmática que los afecta de forma extraña, ya sea que les dé más fuerza, les quite o les cambie por completo sus poderes. El caos aumenta cuando los humanos normales también empiezan a verse afectados emocionalmente en su vida diaria. los héroes de todo el mundo se reúnen para aclarar las cosas cuando una flota de naves espaciales se acerca a la Tierra con intenciones desconocidas.

### GénesisN.º 2
La complicidad de la crisis aumenta cuando aparecen los Nuevos Dioses. Arzaz aparece ante Highfather para darle a conocer que la fuente está en peligro, mientras que los héroes de nuestro planeta se dan cuenta de que las flotas espaciales vienen de Apokolips. Highfather aparece justo a tiempo para evitar una batalla y los entera de la verdad sobre la crisis.

### GénesisN.º 3
Algunos héroes asisten a la muralla prometeana, donde se dan cuenta de que Darkseid es quien intenta destruir la fuente para aumentar su poder. Empieza entonces una interminable batalla entre la gente de Apokolips y los héroes de la Tierra; pese a la sorpresiva aparición del Espectro no se logra detener la amenaza; al final la fuente se agota por completo y hace explosión.

### GénesisN.º 4
Aparentemente, Darkseid ha logrado su objetivo; pero aparece de repente Ares, quien estuvo detrás de la destrucción de la fuente todo este tiempo convirtiéndose así en el dios más poderoso de todo el universo. Tras un último acto de fe, los héroes piden su ayuda a todo ser viviente en el universo para acumular energía suficiente y así quitarle a Ares todo su poder, devolviendo el tiempo hasta un momento en el que nadie recuerde lo sucedido.
- Datos: Q5532777